# Bartolomeo Tromboncino
Bartolomeo Tromboncino (ur. ok. 1470 w Weronie lub okolicach, zm. ok. 1535 w Wenecji lub okolicach) – włoski kompozytor, lutnista i śpiewak.

## Życiorys
Był synem Bednardina Piffaro, muzyka grającego na instrumentach dętych drewnianych, działającego w Weronie. Od około 1489 roku działał w Mantui w służbie księcia Franciszka II Gonzagi i jego żony Izabeli d’Este. Okazjonalnie wyjeżdżał do innych miast, m.in. do Vicenzy, Casale Monferrato i Mediolanu. Jego pobyt na dworze w Mantui miał burzliwy charakter, dwukrotnie samowolnie opuszczał miasto. W 1495 roku wyjechał do Wenecji, skąd wrócił po roku, a w 1499 roku musiał uciekać po tym, jak zabił niewierną żonę i jej kochanka, otrzymał jednak książęce ułaskawienie. W 1505 roku ostatecznie opuścił Mantuę i wyjechał na dwór Lukrecji Borgii w Ferrarze, od 1511 roku działał zaś na dworze kardynała Ippolito d’Este, któremu w 1513 roku towarzyszył w podróży do Rzymu. W 1518 roku wynajął w Wenecji dom, w którym urządził cieszącą się dobrą opinią szkołę muzyczną dla dziewcząt z rodzin szlacheckich.
Był jednym z najpłodniejszych twórców muzyki świeckiej swojego czasu. Napisał około 170 frottoli, w których sięgnął po teksty z literatury wysokiej: poezje Petrarki i Pietro Bembo, madrygały Michała Anioła, a także łacińskie wiersze Horacego i Owidiusza. We frottolach Tromboncina przeważa swobodna polifonia, w której główną rolę odgrywają głosy skrajne, z basem stanowiącym podstawę akordów i dość niezależnym prowadzeniem głosów środkowych. Pisał także utwory religijne, w tym lamentacje i laudy.